# WILO SE
Wilo SE (нем. Ви́ло) — мировой производитель насосного оборудования для систем водоснабжения,отопления, вентиляции, кондиционирования. Головной офис расположен в Дортмунде.
WILO была основана в 1872 под названием «Messingwarenfabrik Louis Opländer Maschinenbau». Компания WILO имеет представительства в 60 странах мира. В штате персонала числится около 6700 человек по всему миру.
Компания WILO была образована в 2002 при слиянии компаний «Wilo-Salmson AG» и «Wilo GmbH». Корпоративный клиент Ситибанка в России.
В нынешнее время насосы «WILO» в России используются на промышленных предприятиях, в частных домах, офисах и др.
C 24 июля 2008 года концерн WILO AG осуществляет свою деятельность под именем WILO SE